# 岡本昌弘
岡本 昌弘（おかもと まさひろ、1983年5月17日 - ）は、千葉県千葉市緑区出身の元プロサッカー選手。現役時代のポジションはゴールキーパー（GK）。早稲田大学人間科学部eスクール（通信教育課程）健康福祉科学科卒業。

## 経歴

### ジェフユナイテッド市原・千葉
ジェフユナイテッド市原・千葉の下部組織出身で同期に山岸智、野本安啓がいる。
トップに昇格して暫くは櫛野亮・立石智紀に次ぐ「第3GK」という立場から出場機会に恵まれていなかったが、2006年8月5日のA3チャンピオンズカップの大連実徳戦にスタメン出場。同年9月9日の清水エスパルス戦では立石と櫛野が共に故障したため、リーグ戦初出場を果たした。
一見派手なスーパーセーブこそ少ないが、的確な判断とミスの少ない安定したプレーが特徴の堅実な選手で、素早く正確なスローによるフィードも特徴のひとつである。
2008年からリーグ戦でも出場機会が増加。立石が引退した2009年からは立石の背番号1を継承している。同年は23試合に出場したが、チームは最下位で史上初のJ2降格となった。
2010年は櫛野に定位置を譲り、14試合の出場に留まりチームもJ1復帰を逃した。監督が江尻篤彦からドワイト・ローデヴェーヘスに代わった2011年は開幕からレギュラーを務め、自身初となる全38試合フル出場を果たしたが、終盤の失速でまたしてもJ1復帰を逃した。その後、2014年の終盤戦からは川崎フロンターレよりレンタルで加入していた高木駿にポジションを譲るようになり、2015年になると開幕から高木が使われる試合が多く控えに回ることが増えた。高木が川崎に復帰後の2016年以降は東京ヴェルディから佐藤優也が加入したこともあり、引き続き控えとなることが多くなっている。

### 愛媛FC
2017年12月、2018シーズンより愛媛FCに期限付き移籍することが発表された。それまでジュニアユース時代からリザーブスを含めジェフ一筋でプレーしてきた岡本にとって、初の他クラブへの移籍となった。
2018年、昨シーズンまで愛媛FCの正ゴールキーパーであったパク・ソンスを抑え開幕スタメンを勝ち取ると、そのまま新たな守護神として活躍。シーズン全42試合フル出場を果たし、ビックセーブでチームのJ2残留に大きく貢献した。
2019年も期限付き移籍で契約を更新し、42試合フル出場。チームのピンチを救った。
2020年からは完全移籍にて加入することが発表された。
2021シーズンは、湘南ベルマーレから期限付きで加入した秋元陽太が先発に定着したため、開幕から20試合は控えに留まったが、秋元が怪我で離脱すると再びレギュラーに定着。22試合に出場した。

### サガン鳥栖
2022年、サガン鳥栖へ完全移籍。2009年以来となるJ1クラブへの加入となった。
2024年11月26日、同シーズン限りでの現役引退が発表された。最終節・ジュビロ磐田戦で後半22分から途中出場し、現役ラストマッチを勝利で飾った。

## アラカルト/エピソード
- 2006年1月5日・1月6日に、和食店 玉亭（東京都中央区）にてインターンシップを体験[8]。
- 2006年シーズンJ1第10節、大分トリニータ戦にて、当時千葉の監督であったイビチャ・オシムはGK控えに櫛野亮がいるにもかかわらず（当時の第3GKだった）岡本も登録した[9]。通常、7人登録できるベンチ登録枠にこの試合は6人しか登録されておらず、その中にGKが2人登録されたことになる。「コンディションの良い選手を使う」と公言するオシムの御眼鏡に適ったというエピソードだが、単にコンディションの悪い選手へのあてつけだったとも考えられる。
- 元々は韓国籍。16歳の時にジェフのコーチの勧めで日本国籍を取得した[10]。
- 2014年11月に第一子が[11]、2018年1月に第二子が誕生[12]。
- 2019年のエイプリルフールの際、同じく愛媛県をホームタウンとして活動するバスケットボールチーム・愛媛オレンジバイキングス（B2リーグ）に所属する、同姓同名の岡本将大と期限付き移籍でのトレードを行うというフェイクニュースが両クラブから発表された[13]。
- サガン鳥栖で共にGKとしてプレーしている朴一圭とは容姿が瓜二つであり、サポーターからも「もはや同一人物」「兄弟では」などと話題になった[14]。

## 所属クラブ
- 1990年 - 1995年 FCリベレオ[注釈 1] (千葉市立泉谷小学校)
- 1996年 - 1998年 ジェフユナイテッド市原ジュニアユース (千葉市立泉谷中学校)
- 1999年 - 2001年 ジェフユナイテッド市原ユース (千葉県立検見川高等学校)
- 2002年 - 2019年  ジェフユナイテッド市原/ジェフユナイテッド市原・千葉
  - 2007年  ジェフユナイテッド市原・千葉リザーブズ
  - 2018年 - 2019年  愛媛FC（期限付き移籍）
- 2020年 - 2021年  愛媛FC
- 2022年 - 2024年  サガン鳥栖

## 個人成績
| 国内大会個人成績 | 国内大会個人成績 | 国内大会個人成績 | 国内大会個人成績 | 国内大会個人成績 | 国内大会個人成績 | 国内大会個人成績 | 国内大会個人成績 | 国内大会個人成績 | 国内大会個人成績 | 国内大会個人成績 | 国内大会個人成績 |
| 年度             | クラブ           | 背番号           | リーグ           | リーグ戦         | リーグ戦         | リーグ杯         | リーグ杯         | オープン杯       | オープン杯       | 期間通算         | 期間通算         |
| 年度             | クラブ           | 背番号           | リーグ           | 出場             | 得点             | 出場             | 得点             | 出場             | 得点             | 出場             | 得点             |
| 日本             | 日本             | 日本             | 日本             | リーグ戦         | リーグ戦         | リーグ杯         | リーグ杯         | 天皇杯           | 天皇杯           | 期間通算         | 期間通算         |
| ---------------- | ---------------- | ---------------- | ---------------- | ---------------- | ---------------- | ---------------- | ---------------- | ---------------- | ---------------- | ---------------- | ---------------- |
| 2002             | 市原/千葉        | 30               | J1               | 0                | 0                | 0                | 0                | 0                | 0                | 0                | 0                |
| 2003             | 市原/千葉        | 30               | J1               | 0                | 0                | 1                | 0                | 0                | 0                | 1                | 0                |
| 2004             | 市原/千葉        | 30               | J1               | 0                | 0                | 0                | 0                | 0                | 0                | 0                | 0                |
| 2005             | 市原/千葉        | 30               | J1               | 0                | 0                | 0                | 0                | 0                | 0                | 0                | 0                |
| 2006             | 市原/千葉        | 30               | J1               | 13               | 0                | 2                | 0                | 1                | 0                | 16               | 0                |
| 2007             | 市原/千葉        | 30               | J1               | 8                | 0                | 4                | 0                | 1                | 0                | 13               | 0                |
| 2007             | 千葉R            | 21               | JFL              | 8                | 0                | -                | -                | -                | -                | 8                | 0                |
| 2008             | 千葉             | 30               | J1               | 21               | 0                | 4                | 0                | 0                | 0                | 25               | 0                |
| 2009             | 千葉             | 1                | J1               | 23               | 0                | 4                | 0                | 3                | 0                | 30               | 0                |
| 2010             | 千葉             | 1                | J2               | 14               | 0                | -                | -                | 2                | 0                | 16               | 0                |
| 2011             | 千葉             | 1                | J2               | 38               | 0                | -                | -                | 2                | 0                | 40               | 0                |
| 2012             | 千葉             | 1                | J2               | 34               | 0                | -                | -                | 3                | 0                | 37               | 0                |
| 2013             | 千葉             | 1                | J2               | 42               | 0                | -                | -                | 1                | 0                | 43               | 0                |
| 2014             | 千葉             | 1                | J2               | 33               | 0                | -                | -                | 1                | 0                | 34               | 0                |
| 2015             | 千葉             | 1                | J2               | 11               | 0                | -                | -                | 3                | 0                | 14               | 0                |
| 2016             | 千葉             | 1                | J2               | 5                | 0                | -                | -                | 2                | 0                | 7                | 0                |
| 2017             | 千葉             | 1                | J2               | 0                | 0                | -                | -                | 0                | 0                | 0                | 0                |
| 2018             | 愛媛             | 1                | J2               | 42               | 0                | -                | -                | 0                | 0                | 42               | 0                |
| 2019             | 愛媛             | 1                | J2               | 42               | 0                | -                | -                | 0                | 0                | 42               | 0                |
| 2020             | 愛媛             | 1                | J2               | 37               | 0                | -                | -                | -                | -                | 37               | 0                |
| 2021             | 愛媛             | 1                | J2               | 22               | 0                | -                | -                | 1                | 0                | 23               | 0                |
| 2022             | 鳥栖             | 31               | J1               | 0                | 0                | 4                | 0                | 1                | 0                | 5                | 0                |
| 2023             | 鳥栖             | 31               | J1               | 0                | 0                | 0                | 0                | 1                | 0                | 1                | 0                |
| 2024             | 鳥栖             | 31               | J1               | 1                | 0                | 0                | 0                | 1                | 0                | 2                | 0                |
| 通算             | 日本             | 日本             | J1               | 66               | 0                | 19               | 0                | 8                | 0                | 93               | 0                |
| 通算             | 日本             | 日本             | J2               | 320              | 0                | -                | -                | 15               | 0                | 335              | 0                |
| 通算             | 日本             | 日本             | JFL              | 8                | 0                | -                | -                | -                | -                | 8                | 0                |
| 総通算           | 総通算           | 総通算           | 総通算           | 394              | 0                | 19               | 0                | 23               | 0                | 436              | 0                |

その他の公式戦
- 2012年
  - J1昇格プレーオフ 2試合0得点
- 2013年
  - J1昇格プレーオフ 1試合0得点

その他の国際公式戦
- 2006年
  - A3チャンピオンズカップ 1試合0得点

## 個人タイトル
- 1998年 日本クラブユースサッカー選手権 (U-15)大会優秀選手

## 出場大会
- 1998年 高円宮杯全日本ユースサッカー選手権 (U-15)大会 (準優勝)
- 1998年 日本クラブユースサッカー選手権 (U-15)大会 (優勝)

## 代表歴
- U-18日本代表 (2001年) - 国際ユースサッカー in 新潟、SBSカップ・国際ユースサッカートーナメント
- U-19日本代表 (2002年) - Nokia debitel Cup、AFCユース選手権2002
- U-20日本代表 (2003年) - トゥーロン国際大会、2003 FIFAワールドユース選手権

## 指導歴
- 2025年 - ジェフユナイテッド市原・千葉アカデミー GKコーチ